# Jurabach
Koordinaten: 62° 13′ 46″ S, 58° 59′ 8″ W
Der Jurabach ist ein Bach auf der Fildes-Halbinsel von King George Island, der größten der Südlichen Shetlandinseln.
Im Südwesten der Halbinsel entspringt er dem Jurasee, dem östlichen von zwei nahe beieinander liegenden Seen (der westliche, der Geographensee, entwässert über den kurzen Geographenbach nach Nordwesten zur Geographers Cove). Der Jurabach fließt in ostsüdöstlicher Richtung der Fildes Strait zu, die er in deren Mitte erreicht.
Im Rahmen zweier deutscher Expeditionen zur Fildes-Halbinsel in den Jahren 1981/82 und 1983/84 unter der Leitung von Dietrich Barsch (Geographisches Institut der Universität Heidelberg) und Gerhard Stäblein (Geomorphologisches Laboratorium der Freien Universität Berlin) wurde der Bach zusammen mit zahlreichen weiteren bis dahin unbenannten geographischen Objekten der Fildes-Halbinsel neu benannt (nach der erdgeschichtlichen Periode Jura) und dem Wissenschaftlichen Ausschuss für Antarktisforschung (Scientific Committee on Antarctic Research, SCAR) gemeldet.
1986 kartierten chinesische Geologen von der Große-Mauer-Station das Gebiet erneut und meldeten den Bach unter dem gleichbedeutenden Namen Zhuluo He (chinesisch 侏罗河, Pinyin Zhūluó Hé) ebenfalls (mit genaueren Koordinaten) an das SCAR. Ursprung ist nach der Beschreibung ein „Brillensee“, womit offenbar das Seenpaar Yanjing Hu gemeint ist – dieses ist somit vielleicht mit dem Jura- und Geographensee identisch.